# Cornelia Renz
Cornelia Renz (* 1966 in Kaufbeuren) ist eine deutsche Künstlerin, die in Berlin und Jerusalem lebt und arbeitet.

## Leben
Nach einem abgeschlossenen Studium der Kunsterziehung, Kunstgeschichte und Psychologie in Augsburg, studierte Cornelia Renz von 1993 bis 1998 Malerei und Grafik bei Sighard Gille und Neo Rauch an der Hochschule für Grafik und Buchkunst in Leipzig. Anschließend absolvierte sie 2001 ihr Meisterschülerstudium, ebenfalls bei Sighard Gille an derselben Hochschule.

## Kunst
Cornelia Renz arbeitet zur Schaffung ihrer collagenartigen Werke mit großformatigen aufeinander geschichteten Acrylglasscheiben, auf denen sie mit Pigmentstiften paust, malt und zeichnet. Durch die Übereinanderstapelung der Schichten fügen sich die einzelnen Elemente zu einem Kunstwerk zusammen. Motive sind oft Textfragmente und Bildfundstücke aus der Kunst- und Mediengeschichte, Comics, Pornos und Vergleichbarem. Fließend verbindet Cornelia Renz gegensätzliche Motive wie Aktdarstellungen mit Blumenmustern, Tieren, kindlichen Motiven, aber auch Skeletten oder Waffen. Da sie einen starken Kontrast zwischen Alltäglichem und Unverhofftem, Sinnfälligem und Absurdem darstellen, erzeugen ihre Werke oft Unbehagen beim Betrachter, regen aber auch zum Nachdenken über die alltägliche Medienwelt, von der wir beeinflusst werden, an.
Neben der Hinterglasmalerei auf Acrylglas fertigt die Künstlerin auch kleinformatige Druckgrafiken mit Linolschnitten und Zeichnungen an, die ähnliche Kompositionen zeigen. Einzel- und Gruppenausstellungen der Künstlern sind national, aber auch international zu sehen.

## Preise
- 1997: Schüngel Preis für Grafik
- 2001: Marion Ermer Preis für bildende Kunst
- 2005: Förderpreis Bildende Kunst der Schering Stiftung

## Stipendien
- 1998: Stipendium der Stiftung Germination für bildende Kunst
- 1999: Graduiertenstipendium des Freistaates Sachsen
- 2011: Villa Aurora Stipendium, Los Angeles
- 2012: Stipendium EHF 2010 des Else-Heiliger-Fonds, Konrad-Adenauer-Stiftung
- 2014: Stipendium des Künstlerhauses Schloss Balmoral
- 2017: Art Cube Artists Studios, Atelierstipendium, Jerusalem

## Ausstellungen

### Einzelausstellungen
- 2003: Gertrude Jekyll, Büro Spors, Berlin
- 2004: Bambi and Comrades, Kunstraum Zeche Zollverein, Essen
- 2004: Eden, Galerie rekord, Berlin
- 2005: Lindbergs Traum, Backfabrik Berlin (mit Marcel Bühler), Berlin
- 2005: Cornelia Renz, Goff & Rosenthal, New York
- 2005: Paradies, Galerie Echolot, Berlin
- 2006: Gwendolyn – die Härte des Geistes, Galerie Echolot, Berlin
- 2007: Miscellaneous, Galerie Anita Beckers, Frankfurt a. M.
- 2007: Subrosa, Goff & Rosenthal, New York
- 2008: Heaven, C1, Kunsthalle Göppingen, Göppingen
- 2009: Pavor nocturnus, Solo Präsentation Volta Basel, Galerie Anita Beckers, Basel
- 2010: Idyll, Nolde Stiftung, Berlin
- 2010: Pet Show, Galerie Anita Beckers, Frankfurt a. M.
- 2011: Night. Tail. Pieces., Kunstverein Konstanz, Konstanz
- 2011: Running wild. Gartenszenen, Cream Contemporary, Berlin
- 2013: Late Night Show (mit Joseph Cavalieri), TS art projects, Berlin
- 2014: Worn out beasts, LSD Galerie, Berlin
- 2017: It’s OK!, Galerie Tore Süßbier, Berlin

### Ausstellungsbeteiligungen
- 2004: Tiefsee, Galerie Echolot, Berlin
- 2004: Dancing Lines, Galerie Christa Bauer, München
- 2004: Rekord aus Berlin, Overbeck-Gesellschaft, Lübeck
- 2005: Töchter und Söhne, Pasinger Fabrik, München
- 2005: Trial of Power, Kunstraum Kreuzberg, Berlin
- 2005: Förderpreis Bildende Kunst der Schering Stiftung, Berlinische Galerie, Berlin
- 2006: Wir haben keine Probleme, Backfabrik, Berlin
- 2006: Transparent. Aquarellmalerei der Gegenwart, Xylon – Museum & Werkstätten, Schwetzingen
- 2007: Ortswechsel, Atelierhaus Frankfurt, Frankfurt a. M.
- 2007: Aus dem 21. Jahrhundert – Neuerwerbungen, Berlinische Galerie, Berlin
- 2008: XV. Rohkunstbau DREI FARBEN – ROT, Villa Kellermann, Potsdam
- 2008: The Berlinians + One, Loushy & Peter Art & Projects, Tel Aviv
- 2008: Menschen und Orte, Kunstverein Konstanz, Konstanz
- 2009: Zeigen, An Audio Tour through Berlin, by Karin Sander, Temporäre Kunsthalle, Berlin
- 2009: Exquisite Corpses, Cream Contemporary, Berlin
- 2009: Exotica, forgotten bar project, Berlin
- 2009: Opening, Museum Montanelli, Prag
- 2009: The Garden of earthly delights, Tape Gallery, Berlin
- 2010: Forces of Nature: Selections from the Weisman Art Foundation, Brevard Art Museum, Melbourne
- 2010: Glanzlichter – Hinterglasmalerei in der Gegenwartskunst, Museum Villa Rot, Burgrieden-Rot
- 2010: Die Unsterblichkeit der Sterne – Von Goya über Walter Benjamin zu Václav Havel, Kunstmuseum Solingen, Solingen
- 2010: Houseparty II – come as you are, Galerie Baer I Raum für aktuelle Kunst, Dresden
- 2010: La nouvelle generation des peintres de L’ecole de Leipzig, Galerie Monica de Champfleury, Paris
- 2011: Forces of Nature: Selections from the Weisman Art Foundation, Contemporary Art Center Louisiana, New Orleans
- 2011: Les Fleurs du Mal, munichmodern, München
- 2011: Hängungen #8, Erika Mustermann Collection, feat. by der Strich, Pavillon der Volksbühne, Berlin
- 2011: HotSpot Berlin – Eine Momentaufnahme, Georg Kolbe Museum, Berlin
- 2011: ABCDEFGHIJKLMNOPQRSTUVWXYZ. Das Alphabet von a bis z, Kunsthalle Memmingen
- 2012: Es war einmal, Galerie Ute Parduhn, Düsseldorf
- 2012: Spiegelkabinette, Galerie der Künstler, München
- 2012: Goyas Erben, Opelvillen Rüsselsheim
- 2012: Kontrollverlust, Kunsthaus Erfurt
- 2012: Lynch by inch, L40, Verein für Kunst und Kultur, Berlin
- 2013: Verhau* Vol. 1–3 – eine Ausstellungsaufführung, Magazin M, Kunstverein Bregenz
- 2013: Der zweite Blick, Städtische Galerie Nordhorn
- 2013: The Oracle – what is your prophecy for the future? by Melissa Steckbauer and Mathilde ter Heijne, ff, The Wand, Berlin
- 2013: Jubilee – curated by Alice D., LSD Galerie, Berlin
- 2013: May Line is My Line, Galerie Alte Schule, Berlin
- 2014: Soft power, Galerie M2A, Dresden
- 2014: An die Freunde, KIK2, Kino International, Berlin
- 2014: Made in Balmoral, MiB, Bad Ems
- 2014: Drive the change, Hohlstraße 100, Zürich
- 2014: Superpositions, Goethe-Institut, San Francisco
- 2014: Superpositions, Goethe-Institut, Los Angeles
- 2014: Phänomen, Galerie Martin Mertens, Berlin
- 2015: Biografie versus Autobiografie. Über das Leben lügen?, 3. Salon, Zürich * 2015: Neobarock, Pop and Old Masters, Villa Philipsborn, Berlin
- 2015: [o.T.], Thermen am Viehmarkt, Trier
- 2015: [o.T.], Arp Museum Bahnhof Rolandseck, Remagen
- 2015: Face it! Das Porträt in der Kunst des 19.–21. Jahrhunderts, WIMMERplus, Prien am Chiemsee
- 2015: Paperworks, TS art projects, Berlin
- 2016: If you are dating me, you don’t need chemicals, Part one: Valley of the dolls, Spor Klübü, Berlin
- 2016: If you are dating me, you don’t need chemicals, Part two: die bitteren Tränen der Petra von Kant, Kunstverein Neu Deli, Leipzig
- 2016: KIK 7, time lies, by GodsDogs, Kino International, Berlin
- 2016: You knee them in the chin ..., Spor Klübü, Berlin
- 2017: 2018, Hanina Contemporary Art, Tel Aviv
- 2017: Unpredictable!, curated bei Green|Gonzales @ Schaufenster Berlin
- 2017: Freiheit, die ich meine, Kunsthalle Memmingen
- 2017: Bad Religion, Galerie Alte Schule, Berlin
- 2018: Sex Role, Schaufenster, Berlin
- 2018: Import–Export, Galerie Axel Obiger, Berlin
- 2018: bitchMATERial, Studio 1, Bethanien, Berlin
- 2018: Neustart, produzenten galerie, Dresden

## Öffentliche Sammlungen
- Berlinische Galerie, Berlin
- Montblanc Art Collection, Hamburg
- Sammlung KNPZ, Hamburg
- Weismann Collection, Los Angeles
- Randolfo Rocha Collection, Belo Horizonte
- Credit Beaux-Arts, Tokio